# Stuyvesant High School

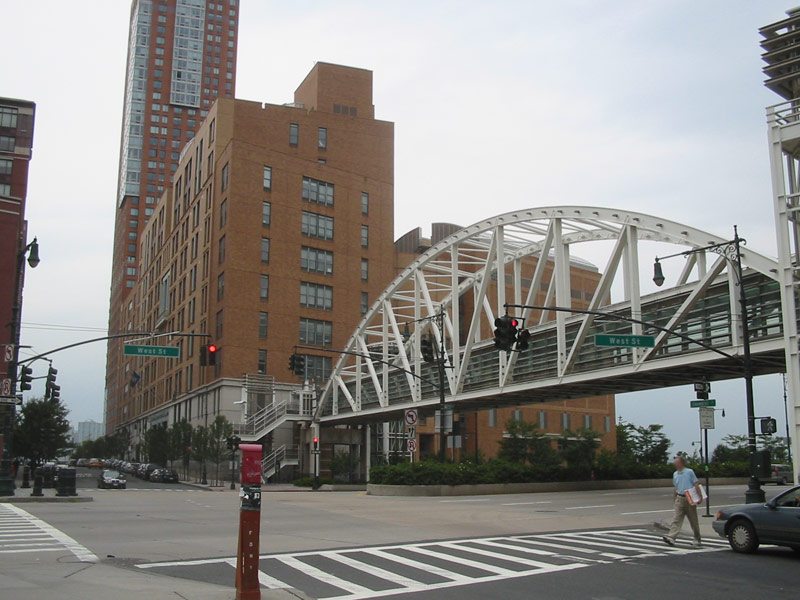
Stuyvesant High School

Die Stuyvesant High School, auch einfach Stuy, ist eine US-amerikanische öffentliche Highschool in New York City, die auf Naturwissenschaften und andere exakte Wissenschaften spezialisiert ist, mit dem selten vergebenen Status einer Specialized High School of New York City. Sie weist über 3.300 Schüler auf und über 150 Lehrkräfte. Nur nach einer besonderen Begabungsprüfung, an der über 28.000 Jugendliche teilnehmen, werden die besten Teilnehmer aufgenommen, dem Specialized High Schools Admissions Test (SHSAT).

## Geschichte

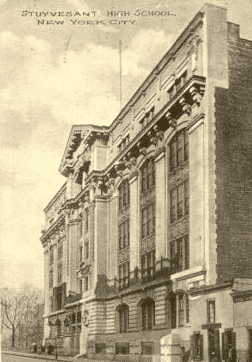
Postkarte mit dem historischen Gebäude des Stuy

Die Schule wurde 1904 gegründet und nach dem niederländischen Gouverneur Peter Stuyvesant benannt. Sie sollte ursprünglich eine Berufsschule sein, zunächst nur für Jungen. Seit 1969 werden auch Mädchen aufgenommen. Sie liegt am östlichen Rand der Stadt, 1992 bezog sie ein neues Gebäude in Battery Park City an der Chambers Street. Durch den Anschlag vom 11. September 2001 wurde das Gebäude stark beschädigt, aber erneuert. 

### Schülerschaft
Während lange Zeit jüdische Schüler überproportional vertreten waren, so sind inzwischen Schüler mit asiatischem Ursprung in der Mehrzahl (über 70 %). Ein beachtlicher Anteil stammt aus sozial benachteiligten Elternhäusern. 
Den Ruf der Schule hat das anspruchsvolle akademische Programm begründet, aus dem viele bekannte Alumni hervorgegangen sind, darunter vier Nobelpreisträger: 
- Joshua Lederberg (Abschluss 1941) – Nobelpreis für Chemie 1958
- Robert Fogel (1944) – Nobelpreis für Ökonomie 1993
- Roald Hoffmann (1954) – Nobelpreis für Chemie 1981
- Richard Axel (1963) – Nobelpreis für Medizin 2004.

Dazu gehören ferner die Mathematiker Bertram Kostant (1945)  und Paul Cohen (1950), die Physiker Brian Greene (1980) und Lisa Randall (1980), der Genomforscher Eric Lander (1974). Auch Künstler wie die Schauspieler Lucy Liu, James Cagney, Tim Robbins und der Musiker Walter Becker besuchten die Schule.